# Slava Cercheză
Slava Cercheză è un comune della Romania di 2 560 abitanti, ubicato nel distretto di Tulcea, nella regione storica della Dobrugia. 
Il comune è formato dall'unione di 2 villaggi: Slava Cercheză e Slava Rusă. Nel territorio del comune si trova un importante complesso archeologico con i resti dell'antica città romano-bizantina di Ibida.